# HMS Dreadnought (1875)

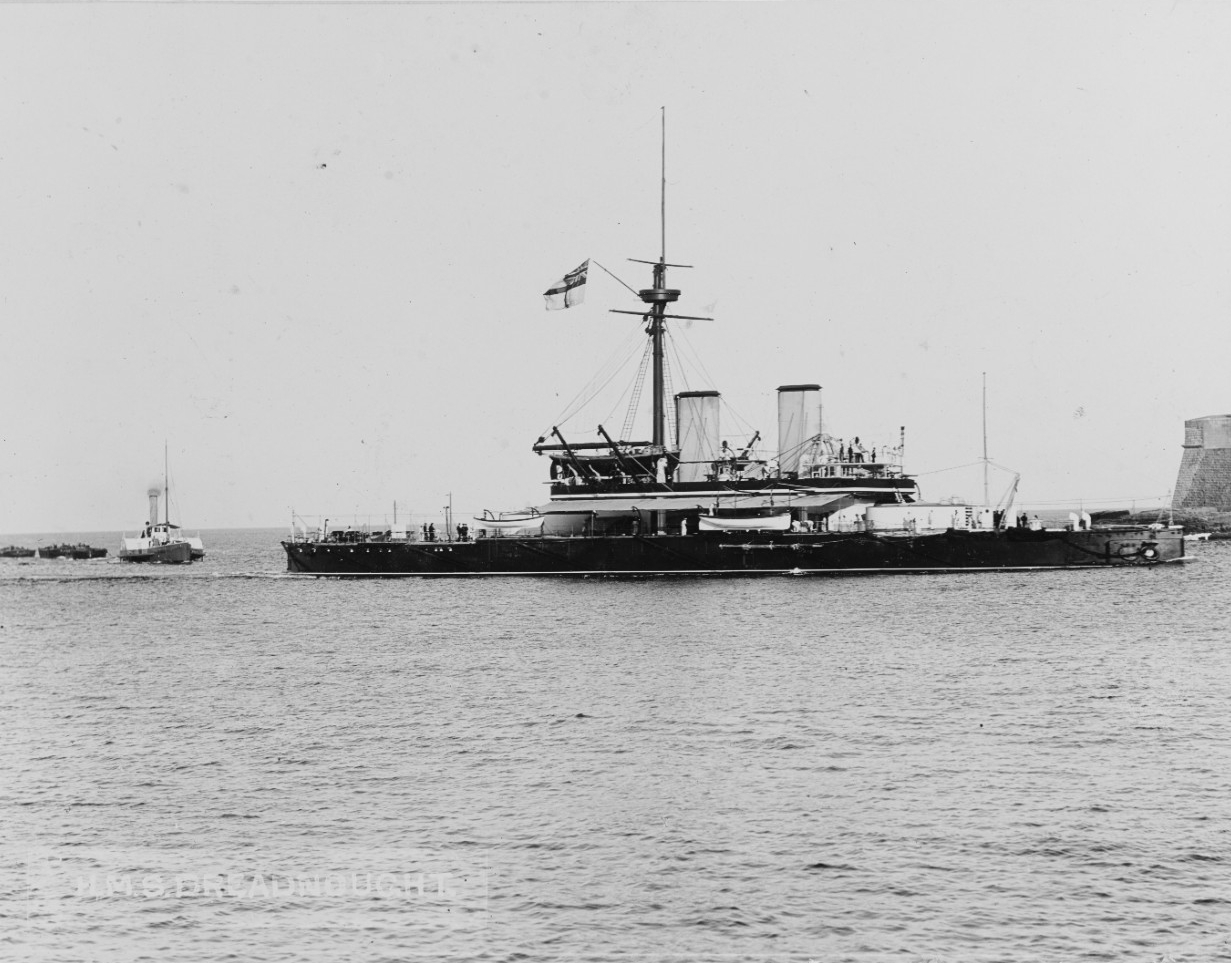
«Дредно́ут» під час заходу у гавань, фото до 1885 року.

HMS Dreadnought («Дре́дноут», букв. — «Безстрашний») — баштовий броненосець, побудований для Королівського флоту протягом 1870-х років. Будівництво було зупинено менш ніж через рік після його початку, і броненосець переробили для покращення його остійності та плавучості. Після завершення будівництва у 1879 році корабель був поміщений в резерв, поки він не був введений в експлуатацію в 1884 році для служби на Середземноморському флоті. Повернувшись до метрополії через 10 років, броненосець на два роки став кораблем берегової охорони в Ірландії. Потім корабель став плавучою базою в 1897 році, перш ніж в 1900 році він був перекласифікований у броненосець другого класу. «Дредноут» брав участь у щорічних маневрах флоту протягом наступних двох років, перш ніж він став навчальним кораблем у 1902 році. Через три роки корабель був виведений з експлуатації і проданий на металобрухт у 1908 році.